# إدواردو باشيني
إدواردو باشيني (بالإيطالية: Edoardo Pacini)‏ هو لاعب كرة قدم إيطالي في مركز الوسط، ولد في 4 أغسطس 1991 في Sant'Elpidio a Mare ‏ في إيطاليا. شارك مع منتخب إيطاليا تحت 20 سنة لكرة القدم. أما مع النوادي، فقد لعب مع نادي أسكولي ونادي بارما ونادي تريفيزو ونادي ساليرنيتانا.